# Vistasvagge

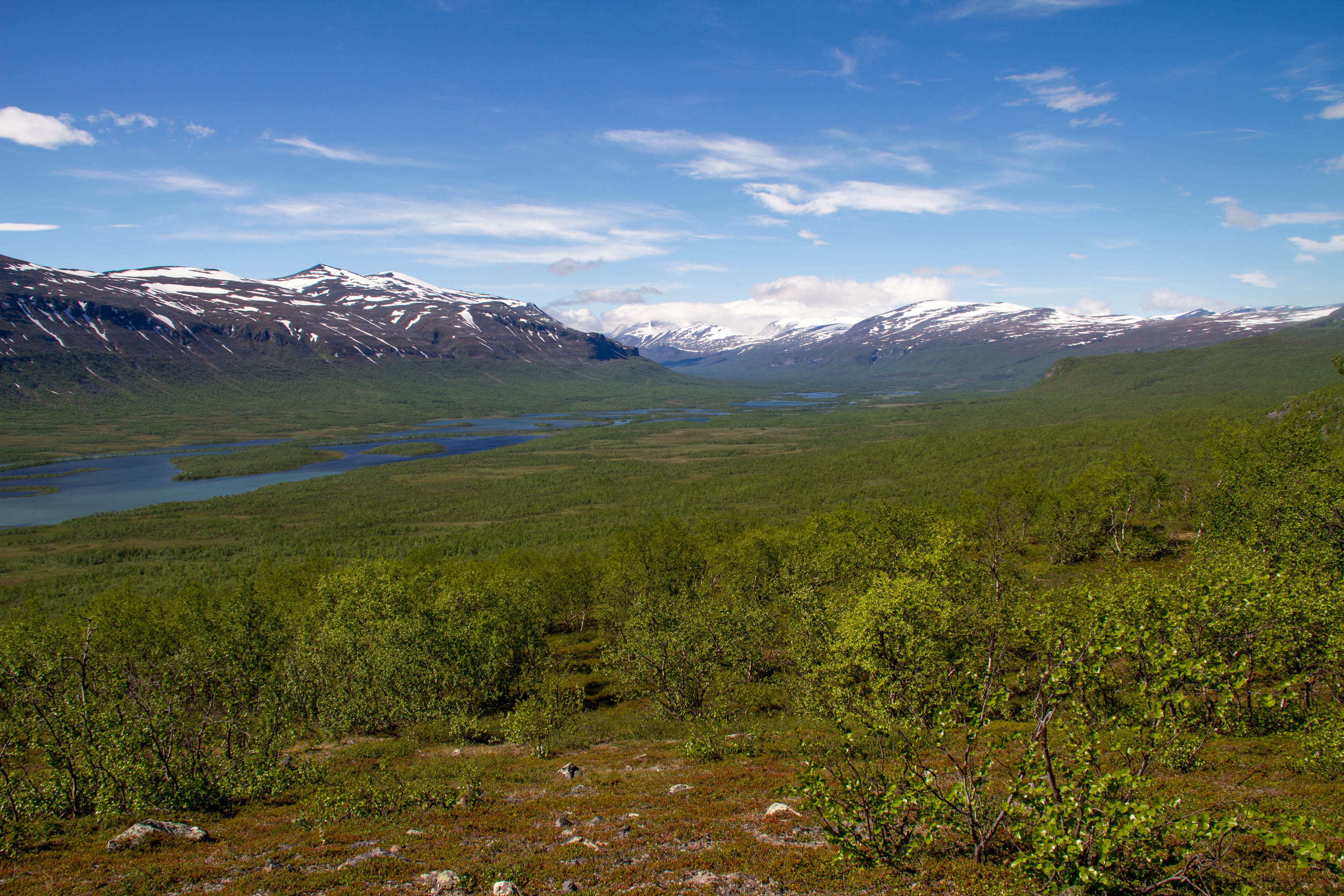
Vistasvagge

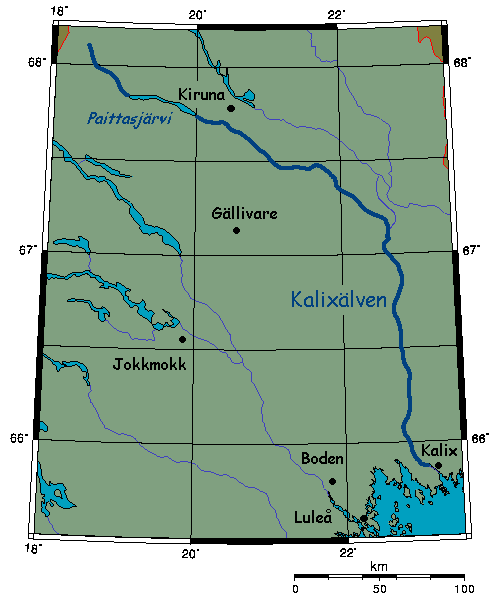
Vistasvagge ten noordwesten van Paittasjärvi

Vistasvagge (Noord-Samisch: Visstasvági)  is een vallei binnen de Zweedse gemeente Kiruna. De vallei omsluit het begin van de Kalixälven, die begint bij het meer Unna Vistasavare. De Vistasvagge wordt omringd door bergtoppen van meer dan 1000 meter, waaronder de Kebnekaise.
- Fotoreportage